# Александър Недялков
Александър Недялков е български философ, неокантианец, щамлерианец.

## Биография
Роден е в Крушево в 1876 година. Завършва средно педагогическо училище. Самообразова се в областта на философията и социологията. Специализира философия и социология в Германия, в Чехия и в други страни. Занимава се с философия на историята и на социологията, като е и един от първите социологически теоретици в страната. Недялков първоначално е позитивист, последовател на Огюст Конт и Хърбърт Спенсър, а по-късно става неокантианец. Повлиян е от Марбургската школа и Рудолф Щамлер. Недялков е краен противник на марксизма като философия и социология и през 1908 година издава „Основните проблеми на социологията. Марксизъм или неокантианство? Методологична студия върху принципите на критическата социология“. Недялков е повлиян от Макс Адлер, Пьотър Струве, Едуард Бернщайн.